# Předsudek
Předsudek je úsudek či názor, který není založen na spolehlivém poznání, ale na pouhém mínění či předpokladu. Obvykle vychází ze stereotypů, neoprávněného zobecnění nebo zjednodušení zkušenosti.
Předsudky jako rychlá orientace ve světě patří na druhé straně k základním pilířům lidského přístupu ke světu a ve formě indukce jsou i základem moderní vědy. Jsou však náchylné ke zkreslování skutečnosti. Z hlediska postojů, které z předsudků vycházejí, můžeme některé předsudky považovat za pozitivní, jiné za negativní, ústící v netoleranci a případně i diskriminaci. Jako o negativních uvažujeme zejména o předsudcích vůči určitým osobám, skupinám a kulturním a společenským institucím.

## Popis
Gordon Allport ve své monografii zmiňuje tři fáze proměny významů slova „předsudek“ (prejudicium):
- ve starověku znamenalo precedens, tedy úsudek, který se opíral o dřívější rozhodnutí a zkušenosti
- později v angličtině dostalo význam úsudku předčasného, ukvapeného, který si člověk vytvoří dřív, než náležitě prozkoumá a zváží fakta
- nakonec získal emocionální nádech přízně či nepřízně, které předčasný a nepodložený úsudek provázejí

České slovo před-sudek, podobně jako latinské prae-judicium a německé Vor-urteil, vyjadřuje, že předsudky typicky vznikají „předem“, dříve než člověk získal s danou osobou, skupinou nebo tématem vlastní zkušenost či vědomosti.
Podle Ottova slovníku naučného se předsudek vyznačuje jednak nedostatkem soudnosti, jednak tím, že na něm člověk trvá. Vzniká tím, že člověk k různým skutečnostem a tématům potřebuje zaujímat nějaký postoj, a to často rychle. Přebírá tedy mínění jiných, usuzuje podle prvního dojmu nebo nějakou dílčí zkušenost neoprávněně zobecňuje. Je však příznakem myšlenkové pohodlnosti, pokud toto předběžné stanovisko nepodrobí kritice, případně neopraví.

## Hodnocení
Odmítavé hodnocení „pouhého mínění“ (řecky doxa) lze najít už u Platóna a dalších starověkých filosofů. Deklarace boje proti všem předsudkům je charakteristická pro racionalismus (Francis Bacon, René Descartes) a zejména pro osvícenství. Novější filosofie i společenské vědy naproti tomu uznávají praktickou nezbytnost předběžných mínění a předporozumění (Vorverständnis, Hans-Georg Gadamer), bez nichž se člověk v běžném životě neobejde. Častým předmětem kritiky však jsou masové a kolektivní předsudky vůči lidem na základě jejich identity (pohlaví, genderové identity, sexuální orientace, etnicity, věku atd.)
Gordon Allport ve své monografii rozebírá funkce předsudků v preferenčním myšlení, kategorizaci, sociálních procesech (separace skupin lidí a formování vlastních skupin) a ve vztahu k osobním hodnotám. V otázce vzniku předsudků zmiňuje například funkční význam konformizace.
Slavný britský herec Sir Peter Ustinov založil roku 2003 Ústav pro výzkum předsudků se sídle ve Vídni.